# Copa Intertoto de la UEFA 1995
La Copa Intertoto de la UEFA 1995 es la primera edición del torneo de fútbol a nivel de clubes, organizado por la UEFA luego de que este organismo asumiera la administración del torneo creado en 1961. Participaron 60 equipos de países afiliados a la UEFA.
A diferencia de las ediciones anteriores, en esta edición sí hubo campeones, en este caso dos: el Girondins de Bordeaux y el Racing Estrasburgo, ambos de Francia.

## Participantes
| Tirol Innsbruck (5°)    | LASK Linz (6°)            | Vorwärts Steyr (8°)        | Dnepr Mogilev (5°)       |
| Germinal Ekeren (6°)    | Beveren (10°)             | Charleroi (13°)            | Spartak Plovdiv (6°)     |
| Etar Veliko Tarnovo 9°) | NK Zagreb (4°)            | Nea Salamis Famagusta (3°) | Boby Brno (3°)           |
| Aarhus GF (4°)          | Næstved (5°)              | Odense (8°)                | Tottenham Hotspur (7°)   |
| Wimbledon (9°)          | Sheffield Wednesday (13°) | Tervis Pärnu (1°)          | HB Tórshavn (2°)         |
| HJK (3°)                | Bordeaux (7°)             | Metz (8°)                  | Cannes (9°)              |
| Strasbourg (10°)        | Bayer Leverkusen (7°)     | Karlsruhe (8°)             | Eintracht Frankfurt (9°) |
| Köln (10°)              | Iraklis (6°)              | OFI (9°)                   | Békéscsaba (5°)          |
| Keflavík (3°)           | Bohemians (4°)            | Hapoel Petah Tikva (5°)    | Beitar Jerusalem (6°)    |
| Panerys Vilnius (4°)    | Floriana (4°)             | Heerenveen (9°)            | Groningen (13°)          |
| Tromsø (7°)             | Górnik Zabrze (5°)        | Pogoń Szczecin (8°)        | Leiria (6°)              |
| Ceahlăul (5°)           | Farul Constanța (11°)     | Universitatea Cluj (12°)   | Partick Thistle (8°)     |
| Košice (2°)             | Rudar Velenje (7°)        | Norrköping (4°)            | Öster (5°)               |
| Aarau (4°)              | Luzern (5°)               | Basel (7°)                 | Gençlerbirliği (5°)      |
| Bursaspor (6°)          | Ton Pentre (3°)           | Budućnost (1°)             | Bečej (4°)               |

## Fase de grupos
Los 60 equipos fueron distribuidos en 12 grupos de 5 equipos cada uno, los cuales se enfrentaron a una vuelta todos contra todos, en la que el ganador de cada grupos más los cuatro mejores segundos lugares avanzaron a la siguiente ronda.

### Grupo 1
| Pos. | Equipo              | Pts. | PJ | G | E | P | GF | GC | Dif. | Clasificación    |
| ---- | ------------------- | ---- | -- | - | - | - | -- | -- | ---- | ---------------- |
| 1    | Karlsruhe           | 10   | 4  | 3 | 1 | 0 | 13 | 4  | +9   | Octavos de final |
| 2    | Sheffield Wednesday | 7    | 4  | 2 | 1 | 1 | 7  | 5  | +2   |                  |
| 3    | Basel               | 6    | 4  | 2 | 0 | 2 | 6  | 6  | 0    |                  |
| 4    | Aarhus GF           | 6    | 4  | 2 | 0 | 2 | 7  | 8  | −1   |                  |
| 5    | Górnik Zabrze       | 0    | 4  | 0 | 0 | 4 | 5  | 15 | −10  |                  |

 Fuente: rsssf.com
| 24 de junio de 1995 | Aarhus GF                                                   | 4–1     | Górnik Zabrze | Aarhus Idrætspark, Aarhus                              |                                                        |
|                     | Mortensen 48' · Skovgaard 52' · Jørgensen 58' · Jokovic 72' | Reporte | Brzoza 82'    | Asistencia: 1,375 espectadores Árbitro(s): Kenny Clark | Asistencia: 1,375 espectadores Árbitro(s): Kenny Clark |

| 24 de junio de 1995 | Basel   | 1–0     | Sheffield Wednesday | St. Jakob Stadium, Basel                                         |                                                                  |
|                     | Rey 68' | Reporte |                     | Asistencia: 5,200 espectadores Árbitro(s): Manuel Schüttengruber | Asistencia: 5,200 espectadores Árbitro(s): Manuel Schüttengruber |

| 1 de julio de 1995 | Górnik Zabrze | 1–2     | Basel          | Stadion Górnika, Zabrze                                    |                                                            |
|                    | Brzoza 39'    | Reporte | Zuffi 27', 41' | Asistencia: 1,714 espectadores Árbitro(s): Ladislav Gadosi | Asistencia: 1,714 espectadores Árbitro(s): Ladislav Gadosi |

| 1 de julio de 1995 | Karlsruhe                       | 3–0     | Aarhus GF | Wildparkstadion, Karlsruhe                              |                                                         |
|                    | Knup 2' · Bender 39' · Wück 55' | Reporte |           | Asistencia: 6,000 espectadores Árbitro(s): Amand Ancion | Asistencia: 6,000 espectadores Árbitro(s): Amand Ancion |

| 8 de julio de 1995 | Sheffield Wednesday                             | 3–21    | Górnik Zabrze                    | Millmoor, Rotherham                                    |                                                        |
|                    | Krzętowski 13' (a.g.) · Bright 44' · Waddle 53' | Reporte | Szemoński 30' · Woods 72' (a.g.) | Asistencia: 5,592 espectadores Árbitro(s): Alan Snoddy | Asistencia: 5,592 espectadores Árbitro(s): Alan Snoddy |

| 8 de julio de 1995 | Basel                      | 2–3     | Karlsruhe                            | St. Jakob Stadium, Basel                                      |                                                               |
|                    | Zuffi 39' (pen.) · Rey 84' | Reporte | Fink 13' · Nowotny 31' · Schmitt 78' | Asistencia: 11,300 espectadores Árbitro(s): Gylfi Þór Orrason | Asistencia: 11,300 espectadores Árbitro(s): Gylfi Þór Orrason |

| 15 de julio de 1995 | Karlsruhe | 1–1     | Sheffield Wednesday | Wildparkstadion, Karlsruhe                                    |                                                               |
|                     | Bilić 5'  | Reporte | Bright 81'          | Asistencia: 13,000 espectadores Árbitro(s): Pierluigi Collina | Asistencia: 13,000 espectadores Árbitro(s): Pierluigi Collina |

| 15 de julio de 1995 | Aarhus GF                 | 2–1     | Basel     | Aarhus Idrætspark, Aarhus                                |                                                          |
|                     | Jokovic 7' · Piechnik 35' | Reporte | Yakin 78' | Asistencia: 1,600 espectadores Árbitro(s): Timo Keltanen | Asistencia: 1,600 espectadores Árbitro(s): Timo Keltanen |

| 22 de julio de 1995 | Sheffield Wednesday            | 3–11 | Aarhus GF   | Millmoor, Rotherham                                     |                                                         |
|                     | Bright 11', 49' · Petrescu 61' |      | Jokovic 23' | Asistencia: 6,990 espectadores Árbitro(s): Jan Wegereef | Asistencia: 6,990 espectadores Árbitro(s): Jan Wegereef |

| 22 de julio de 1995 | Górnik Zabrze     | 1–6     | Karlsruhe                                                             | Stadion Górnika, Zabrze                                |                                                        |
|                     | Koseła 73' (pen.) | Reporte | Bilić 16' · Knup 52', 64' · Tarnat 53' · Häßler 80' (pen.) · Wück 88' | Asistencia: 3,000 espectadores Árbitro(s): Vencel Tóth | Asistencia: 3,000 espectadores Árbitro(s): Vencel Tóth |

1Los partidos de local los jugó en la sede de su rival Rotherham United debido a que Hillsborough estaba siendo reconstruido para la UEFA Euro 1996.

### Grupo 2
| Pos. | Equipo            | Pts. | PJ | G | E | P | GF | GC | Dif. | Clasificación    |
| ---- | ----------------- | ---- | -- | - | - | - | -- | -- | ---- | ---------------- |
| 1    | Köln              | 8    | 4  | 2 | 2 | 0 | 11 | 2  | +9   | Octavos de final |
| 2    | Luzern            | 8    | 4  | 2 | 2 | 0 | 8  | 5  | +3   |                  |
| 3    | Öster             | 7    | 4  | 2 | 1 | 1 | 7  | 5  | +2   |                  |
| 4    | Tottenham Hotspur | 3    | 4  | 1 | 0 | 3 | 3  | 13 | −10  |                  |
| 5    | Rudar Velenje     | 1    | 4  | 0 | 1 | 3 | 3  | 7  | −4   |                  |

 Fuente: rsssf.com
| 25 de junio de 1995 | Öster | 0–0     | Köln | Värendsvallen, Växjö                                  |                                                       |
|                     |       | Reporte |      | Asistencia: 804 espectadores Árbitro(s): Jacek Granat | Asistencia: 804 espectadores Árbitro(s): Jacek Granat |

| 25 de junio de 1995 | Tottenham Hotspur | 0–21    | Luzern                     | Goldstone Ground, Hove                                     |                                                            |
|                     |                   | Reporte | Fink 69' · Aleksandrov 87' | Asistencia: 2,497 espectadores Árbitro(s): Bertrand Saules | Asistencia: 2,497 espectadores Árbitro(s): Bertrand Saules |

| 1 de julio de 1995 | Rudar Velenje | 1–2     | Tottenham Hotspur        | Ob Jezeru, Velenje                                         |                                                            |
|                    | Ekmečić 4'    | Reporte | Sampson 15' · Hendry 61' | Asistencia: 2,000 espectadores Árbitro(s): Antonin Ružička | Asistencia: 2,000 espectadores Árbitro(s): Antonin Ružička |

| 1 de julio de 1995 | Luzern                          | 3–2 | Öster                    | Stadion Allmend, Lucerna                               |                                                        |
|                    | Fink 34' · Aleksandrov 42', 61' |     | Eklund 23' · Axeldal 71' | Asistencia: 2,000 espectadores Árbitro(s): Alain Hamer | Asistencia: 2,000 espectadores Árbitro(s): Alain Hamer |

| 8 de julio de 1995 | Köln                       | 2–2     | Luzern                     | Müngersdorferstadion, Cologne                          |                                                        |
|                    | Labbadia 12' · Baumann 14' | Reporte | Wolf 28' · Aleksandrov 69' | Asistencia: 5,300 espectadores Árbitro(s): Hugo Luyten | Asistencia: 5,300 espectadores Árbitro(s): Hugo Luyten |

| 9 de julio de 1995 | Öster                         | 3–1 | Rudar Velenje | Värendsvallen, Växjö                                    |                                                         |
|                    | Ernstsson 71', 85' · Bild 82' |     | Komar 89'     | Asistencia: 522 espectadores Árbitro(s): Oleg Timofeyev | Asistencia: 522 espectadores Árbitro(s): Oleg Timofeyev |

| 15 de julio de 1995 | Tottenham Hotspur | 1–21 | Öster           | Goldstone Ground, Hove                                   |                                                          |
|                     | McMahon 27'       |      | Eklund 33', 86' | Asistencia: 2,143 espectadores Árbitro(s): Fernand Meese | Asistencia: 2,143 espectadores Árbitro(s): Fernand Meese |

| 16 de julio de 1995 | Rudar Velenje | 0–1     | Köln        | Ob Jezeru, Velenje                                        |                                                           |
|                     |               | Reporte | Polster 16' | Asistencia: 2,000 espectadores Árbitro(s): Fritz Stuchlik | Asistencia: 2,000 espectadores Árbitro(s): Fritz Stuchlik |

| 22 de julio de 1995 | Köln                                                                    | 8–0     | Tottenham Hotspur | Müngersdorferstadion, Cologne                               |                                                             |
|                     | Munteanu 4', 51' · Labbadia 10', 30', 83' · Polster 37', 58' · Kohn 88' | Reporte |                   | Asistencia: 6,100 espectadores Árbitro(s): Knud Erik Fisker | Asistencia: 6,100 espectadores Árbitro(s): Knud Erik Fisker |

| 22 de julio de 1995 | Luzern   | 1–1 | Rudar Velenje | Stadion Allmend, Lucerna                                  |                                                           |
|                     | Fink 10' |     | Cvikl 56'     | Asistencia: 2,000 espectadores Árbitro(s): Gianni Beschin | Asistencia: 2,000 espectadores Árbitro(s): Gianni Beschin |

1:Los partidos de local los tuvo que jugar en la sede del Brighton & Hove Albion debido a que White Hart Lane no estaba disponible.

### Grupo 3
| Pos. | Equipo             | Pts. | PJ | G | E | P | GF | GC | Dif. | Clasificación    |
| ---- | ------------------ | ---- | -- | - | - | - | -- | -- | ---- | ---------------- |
| 1    | Aarau              | 8    | 4  | 2 | 2 | 0 | 14 | 8  | +6   | Octavos de final |
| 2    | Germinal Ekeren    | 8    | 4  | 2 | 2 | 0 | 10 | 5  | +5   |                  |
| 3    | Tromsø             | 7    | 4  | 2 | 1 | 1 | 13 | 4  | +9   |                  |
| 4    | HB Tórshavn        | 2    | 4  | 0 | 2 | 2 | 2  | 17 | −15  |                  |
| 5    | Universitatea Cluj | 1    | 4  | 0 | 1 | 3 | 3  | 8  | −5   |                  |

 Fuente: rsssf.com
| 25 de junio de 1995 | Aarau                       | 2–2     | Tromsø                      | Stadion Brügglifeld, Aarau                               |                                                          |
|                     | Kilian 73' · Wiederkehr 89' | Reporte | Flo 61' · Berg Johansen 86' | Asistencia: 2,430 espectadores Árbitro(s): Štefan Tivold | Asistencia: 2,430 espectadores Árbitro(s): Štefan Tivold |

| 25 de junio de 1995 | HB Tórshavn | 0–0     | Universitatea Cluj | Svangaskarð, Toftir                                     |                                                         |
|                     |             | Reporte |                    | Asistencia: 421 espectadores Árbitro(s): Per-Olof Ståhl | Asistencia: 421 espectadores Árbitro(s): Per-Olof Ståhl |

| 2 de julio de 1995 | Germinal Ekeren                        | 3–3     | Aarau                                      | Stadion Louis Lucas, Kapellen                             |                                                           |
|                    | Kinet 10' · Lukaku 16' · Radzinski 85' | Reporte | Wiederkehr 20' · Wyss 21' · Allenspach 71' | Asistencia: 1,500 espectadores Árbitro(s): Georg Dardenne | Asistencia: 1,500 espectadores Árbitro(s): Georg Dardenne |

| 2 de julio de 1995 | Tromsø | 10–0    | HB Tórshavn | Alfheim Stadion, Tromsø                                 |                                                         |
|                    |        | Reporte |             | Asistencia: 1,461 espectadores Árbitro(s): Mika Peltola | Asistencia: 1,461 espectadores Árbitro(s): Mika Peltola |

| 9 de julio de 1995 | HB Tórshavn    | 1–1     | Germinal Ekeren | Svangaskarð, Toftir                                       |                                                           |
|                    | Clementsen 86' | Reporte | Halmai 79'      | Asistencia: 250 espectadores Árbitro(s): Jørn West Larsen | Asistencia: 250 espectadores Árbitro(s): Jørn West Larsen |

| 9 de julio de 1995 | Universitatea Cluj | 0–1     | Tromsø            | Stadionul Ion Moina, Cluj-Napoca                             |                                                              |
|                    |                    | Reporte | Berg Johansen 84' | Asistencia: 1,000 espectadores Árbitro(s): Antoine De Pandis | Asistencia: 1,000 espectadores Árbitro(s): Antoine De Pandis |

| 15 de julio de 1995 | Germinal Ekeren                                | 4–1     | Universitatea Cluj | Stadion Veltwijckpark, Ekeren                          |                                                        |
|                     | Radzinski 34', 80' · Wégria 35' · Dheedene 46' | Reporte | Niță 61'           | Asistencia: 552 espectadores Árbitro(s): Roelof Luinge | Asistencia: 552 espectadores Árbitro(s): Roelof Luinge |

| 16 de julio de 1995 | Aarau                                                        | 6–1     | HB Tórshavn | Stadion Brügglifeld, Aarau                                |                                                           |
|                     | Skrzypczak 13', 26', 49', 54' · Wiederkehr 15' · Saibene 58' | Reporte | Mohr 36'    | Asistencia: 1,610 espectadores Árbitro(s): Charles Schaak | Asistencia: 1,610 espectadores Árbitro(s): Charles Schaak |

| 23 de julio de 1995 | Universitatea Cluj     | 2–3     | Aarau                                   | Stadionul Ion Moina, Cluj-Napoca                        |                                                         |
|                     | Falub 58' · Șandru 74' | Reporte | Ratinho 20' · Allenspach 67' · Wyss 76' | Asistencia: 500 espectadores Árbitro(s): Zygmunt Ziober | Asistencia: 500 espectadores Árbitro(s): Zygmunt Ziober |

| 23 de julio de 1995 | Tromsø | 0–2      | Germinal Ekeren            | Alfheim Stadion, Tromsø                                  |                                                          |
|                     |        | [Reporte | Radzinski 48' · Abeels 56' | Asistencia: 1,039 espectadores Árbitro(s): William Young | Asistencia: 1,039 espectadores Árbitro(s): William Young |

### Grupo 4
| Pos. | Equipo     | Pts. | PJ | G | E | P | GF | GC | Dif. | Clasificación    |
| ---- | ---------- | ---- | -- | - | - | - | -- | -- | ---- | ---------------- |
| 1    | Heerenveen | 9    | 4  | 3 | 0 | 1 | 13 | 2  | +11  | Octavos de final |
| 2    | Leiria     | 8    | 4  | 2 | 2 | 0 | 7  | 3  | +4   |                  |
| 3    | Næstved    | 5    | 4  | 1 | 2 | 1 | 7  | 6  | +1   |                  |
| 4    | Békéscsaba | 5    | 4  | 1 | 2 | 1 | 9  | 9  | 0    |                  |
| 5    | Ton Pentre | 0    | 4  | 0 | 0 | 4 | 0  | 16 | −16  |                  |

 Fuente: rsssf.com
| 24-6-1995 | Békéscsaba                | 2–2 | Leiria                      | Stadion Kórház utcai, Békéscsaba                       |                                                        |
|           | Kulcsár 40' · Mracskó 76' |     | Telmo Pinto 27' · Pinha 50' | Asistencia: 1,698 espectadores Árbitro(s): Vahap Beyaz | Asistencia: 1,698 espectadores Árbitro(s): Vahap Beyaz |

| 25-6-1995 | Heerenveen                | 2–1 | Næstved      | Abe Lenstra Stadion, Heerenveen                             |                                                             |
|           | Hellinga 64' · Tammer 88' |     | Jakobsen 49' | Asistencia: 6,800 espectadores Árbitro(s): Richard O'Hanlon | Asistencia: 6,800 espectadores Árbitro(s): Richard O'Hanlon |

| 1-7-1995 | Ton Pentre | 0–7 | Heerenveen                                                         | Cardiff Arms Park, Cardiff                               |                                                          |
|          |            |     | Hansma 11', 23' · Regtop 16', 82' · Tammer 58', 73' · Tomasson 78' | Asistencia: 1,200 espectadores Árbitro(s): Stephen Lodge | Asistencia: 1,200 espectadores Árbitro(s): Stephen Lodge |

| 1-7-1995 | Næstved                                   | 3–3 | Békéscsaba                 | Næstved Stadion, Næstved                               |                                                        |
|          | Juel 75' · Kristensen 78' · Mathiesen 89' |     | Kasik 12' · Majos 34', 68' | Asistencia: 612 espectadores Árbitro(s): Sten Johanson | Asistencia: 612 espectadores Árbitro(s): Sten Johanson |

| 8-7-1995 | Békéscsaba                                          | 4–0 | Ton Pentre | Stadion Kórház utcai, Békéscsaba                          |                                                           |
|          | Ellacot 25' (a.g.) · Kulcsár 35', 36' · Szarvas 45' |     |            | Asistencia: 1,924 espectadores Árbitro(s): Petar Ianinski | Asistencia: 1,924 espectadores Árbitro(s): Petar Ianinski |

| 8-7-1995 | Leiria    | 1–1 | Næstved       | Municipal, Marinha Grande                          |                                                    |
|          | Bambo 43' |     | Mathiesen 57' | Asistencia: 399 espectadores Árbitro(s): Mike Reed | Asistencia: 399 espectadores Árbitro(s): Mike Reed |

| 15-7-1995 | Ton Pentre | 0–3 | Leiria                                | Cardiff Arms Park, Cardiff                            |                                                       |
|           |            |     | Telmo Pinto 8', 29' · João Manuel 85' | Asistencia: 520 espectadores Árbitro(s): Herbert Barr | Asistencia: 520 espectadores Árbitro(s): Herbert Barr |

| 15-7-1995 | Heerenveen                                | 4–0 | Békéscsaba | Abe Lenstra Stadion, Heerenveen                              |                                                              |
|           | Tammer 38', 86' · Regtop 56' · Wouden 82' |     |            | Asistencia: 7,250 espectadores Árbitro(s): Hans-Jürgen Weber | Asistencia: 7,250 espectadores Árbitro(s): Hans-Jürgen Weber |

| 22-7-1995 | Næstved           | 2–0 | Ton Pentre | Næstved Stadion, Næstved                                |                                                         |
|           | Jakobsen 27', 32' |     |            | Asistencia: 378 espectadores Árbitro(s): Bragi Bergmann | Asistencia: 378 espectadores Árbitro(s): Bragi Bergmann |

| 22-7-1995 | Leiria          | 1–0 | Heerenveen | Municipal, Marinha Grande                                |                                                          |
|           | Telmo Pinto 85' |     |            | Asistencia: 392 espectadores Árbitro(s): Didier Pauchard | Asistencia: 392 espectadores Árbitro(s): Didier Pauchard |

### Grupo 5
| Pos. | Equipo     | Pts. | PJ | G | E | P | GF | GC | Dif. | Clasificación    |
| ---- | ---------- | ---- | -- | - | - | - | -- | -- | ---- | ---------------- |
| 1    | Bordeaux   | 10   | 4  | 3 | 1 | 0 | 13 | 3  | +10  | Octavos de final |
| 2    | Odense     | 9    | 4  | 3 | 0 | 1 | 7  | 7  | 0    | Octavos de final |
| 3    | HJK        | 5    | 4  | 1 | 2 | 1 | 6  | 6  | 0    |                  |
| 4    | Norrköping | 4    | 4  | 1 | 1 | 2 | 10 | 10 | 0    |                  |
| 5    | Bohemians  | 0    | 4  | 0 | 0 | 4 | 2  | 12 | −10  |                  |

 Fuente: rsssf.com
| 24-6-1995 | Bohemians | 0–2 | Odense                    | Dalymount Park, Dublin                                        |                                                               |
|           |           |     | Hjorth 20' · Pedersen 74' | Asistencia: 1,510 espectadores Árbitro(s): Tom Henning Øvrebø | Asistencia: 1,510 espectadores Árbitro(s): Tom Henning Øvrebø |

| 25-6-1995 | Norrköping    | 1–1 | HJK         | Nya Parken, Norrköping                                  |                                                         |
|           | Sandström 90' |     | Kottila 74' | Asistencia: 914 espectadores Árbitro(s): Sven Kjelbrott | Asistencia: 914 espectadores Árbitro(s): Sven Kjelbrott |

| 1-7-1995 | Bordeaux                                           | 6–2 | Norrköping                    | Stade Chaban-Delmas, Bordeaux                              |                                                            |
|          | Tholot 5', 14', 56' · Zidane 6', 64' · Prunier 88' |     | Jansson 68' · P. Karlsson 73' | Asistencia: 5,626 espectadores Árbitro(s): Lawrence Sammut | Asistencia: 5,626 espectadores Árbitro(s): Lawrence Sammut |

| 2-7-1995 | HJK                         | 3–2 | Bohemians             | Sonera Stadium, Helsinki                                      |                                                               |
|          | Lius 26', 38' · Heinola 43' |     | Swan 27' · Markey 86' | Asistencia: 1,546 espectadores Árbitro(s): Kim Milton Nielsen | Asistencia: 1,546 espectadores Árbitro(s): Kim Milton Nielsen |

| 8-7-1995 | Odense               | 2–1 | HJK      | TRE-FOR Park, Odense                                          |                                                               |
|          | P. Pedersen 51', 60' |     | Lius 82' | Asistencia: 1,020 espectadores Árbitro(s): Andreas Schluchter | Asistencia: 1,020 espectadores Árbitro(s): Andreas Schluchter |

| 8-7-1995 | Bohemians | 0–2 | Bordeaux                 | Dalymount Park, Dublin                                  |                                                         |
|          |           |     | Dugarry 43' · Zidane 84' | Asistencia: 1,500 espectadores Árbitro(s): Alan Howells | Asistencia: 1,500 espectadores Árbitro(s): Alan Howells |

| 15-7-1995 | Bordeaux                                                    | 4–0 | Odense | Stade Chaban-Delmas, Bordeaux                                  |                                                                |
|           | Zidane 18' · Prunier 52' · Tholot 56' · Lizarazu 63' (pen.) |     |        | Asistencia: 7,842 espectadores Árbitro(s): José Núñez Manrique | Asistencia: 7,842 espectadores Árbitro(s): José Núñez Manrique |

| 16-7-2015 | Norrköping                                      | 5–0 | Bohemians | Nya Parken, Norrköping                                   |                                                          |
|           | Steiner 15', 48', 80' · Bergort 39' · Blohm 53' |     |           | Asistencia: 699 espectadores Árbitro(s): Marek Kowalczyk | Asistencia: 699 espectadores Árbitro(s): Marek Kowalczyk |

| 22-7-1995 | Odense               | 3–2 | Norrköping                    | TRE-FOR Park, Odense                                 |                                                      |
|           | Jensen 26', 39', 70' |     | Persson 10' · P. Karlsson 54' | Asistencia: 555 espectadores Árbitro(s): Hugh Dallas | Asistencia: 555 espectadores Árbitro(s): Hugh Dallas |

| 23-7-1995 | HJK         | 1–1 | Bordeaux     | Helsinki Olympic Stadium, Helsinki                        |                                                           |
|           | Kottila 78' |     | Bancarel 81' | Asistencia: 1,647 espectadores Árbitro(s): Andrei Butenko | Asistencia: 1,647 espectadores Árbitro(s): Andrei Butenko |

### Grupo 6
| Pos. | Equipo          | Pts. | PJ | G | E | P | GF | GC | Dif. | Clasificación    |
| ---- | --------------- | ---- | -- | - | - | - | -- | -- | ---- | ---------------- |
| 1    | Metz            | 12   | 4  | 4 | 0 | 0 | 5  | 1  | +4   | Octavos de final |
| 2    | LASK Linz       | 5    | 4  | 1 | 2 | 1 | 4  | 4  | 0    |                  |
| 3    | NK Zagreb       | 5    | 4  | 1 | 2 | 1 | 2  | 2  | 0    |                  |
| 4    | Partick Thistle | 4    | 4  | 1 | 1 | 2 | 6  | 6  | 0    |                  |
| 5    | Keflavík        | 1    | 4  | 0 | 1 | 3 | 3  | 7  | −4   |                  |

 Fuente: rsssf.com
| 25 de junio de 1995 | Keflavík     | 1–2     | Metz               | Nettovöllurinn, Keflavík                             |                                                      |
|                     | Einarsson 8' | Reporte | Blanchard 56', 73' | Asistencia: 500 espectadores Árbitro(s): Roland Beck | Asistencia: 500 espectadores Árbitro(s): Roland Beck |

| 25 de junio de 1995 | LASK Linz                       | 2–2 | Partick Thistle               | Linzer Stadion, Linz                                    |                                                         |
|                     | Haiden 5' · M. Weissenberger 6' |     | McDonald 31' · McWilliams 66' | Asistencia: 1,350 espectadores Árbitro(s): Ľuboš Micheľ | Asistencia: 1,350 espectadores Árbitro(s): Ľuboš Micheľ |

| 1 de julio de 1995 | Partick Thistle            | 3–1 | Keflavík    | Firhill Stadium, Glasgow                                  |                                                           |
|                    | Craig 52' · Smith 70', 83' |     | Tanasic 21' | Asistencia: 3,182 espectadores Árbitro(s): Frank McDonald | Asistencia: 3,182 espectadores Árbitro(s): Frank McDonald |

| 2 de julio de 1995 | NK Zagreb | 0–0     | LASK Linz | Stadion Kranjčevićeva, Zagreb                            |                                                          |
|                    |           | Reporte |           | Asistencia: 250 espectadores Árbitro(s): Edgar Steinborn | Asistencia: 250 espectadores Árbitro(s): Edgar Steinborn |

| 8 de julio de 1995 | Metz       | 1–0     | Partick Thistle | Stade Saint-Symphorien, Metz                                  |                                                               |
|                    | Pouget 55' | Reporte |                 | Asistencia: 3,905 espectadores Árbitro(s): Vítor Melo Pereira | Asistencia: 3,905 espectadores Árbitro(s): Vítor Melo Pereira |

| 8 de julio de 1995 | Keflavík | 0–0     | NK Zagreb | Nettovöllurinn, Keflavík                             |                                                      |
|                    |          | Reporte |           | Asistencia: 200 espectadores Árbitro(s): Paul Durkin | Asistencia: 200 espectadores Árbitro(s): Paul Durkin |

| 15 de julio de 1995 | LASK Linz              | 2–1 | Keflavík       | Linzer Stadion, Linz                                     |                                                          |
|                     | Gussnig 19' · Russ 87' |     | Sverrisson 12' | Asistencia: 1,800 espectadores Árbitro(s): Sandor Piller | Asistencia: 1,800 espectadores Árbitro(s): Sandor Piller |

| 15 de julio de 1995 | NK Zagreb | 0–1     | Metz          | Stadion Kranjčevićeva, Zagreb                        |                                                      |
|                     |           | Reporte | Blanchard 89' | Asistencia: 3,650 espectadores Árbitro(s): Urs Meier | Asistencia: 3,650 espectadores Árbitro(s): Urs Meier |

| 22 de julio de 1995 | Partick Thistle | 1–2     | NK Zagreb              | Firhill Stadium, Glasgow                                 |                                                          |
|                     | Curran 85'      | Reporte | Sopić 29' · Džafić 75' | Asistencia: 2,588 espectadores Árbitro(s): Jon Skjervold | Asistencia: 2,588 espectadores Árbitro(s): Jon Skjervold |

| 22 de julio de 1995 | Metz       | 1–0     | LASK Linz | Stade Saint-Symphorien, Metz                             |                                                          |
|                     | Pouget 89' | Reporte |           | Asistencia: 622 espectadores Árbitro(s): Léon Schellings | Asistencia: 622 espectadores Árbitro(s): Léon Schellings |

### Grupo 7
| Pos. | Equipo                | Pts. | PJ | G | E | P | GF | GC | Dif. | Clasificación    |
| ---- | --------------------- | ---- | -- | - | - | - | -- | -- | ---- | ---------------- |
| 1    | Bayer Leverkusen      | 12   | 4  | 4 | 0 | 0 | 12 | 1  | +11  | Octavos de final |
| 2    | OFI                   | 9    | 4  | 3 | 0 | 1 | 8  | 5  | +3   | Octavos de final |
| 3    | Nea Salamis Famagusta | 4    | 4  | 1 | 1 | 2 | 4  | 5  | −1   |                  |
| 4    | Budućnost             | 4    | 4  | 1 | 1 | 2 | 7  | 9  | −2   |                  |
| 5    | Tervis Pärnu          | 0    | 4  | 0 | 0 | 4 | 2  | 13 | −11  |                  |

 Fuente: rsssf.com
| 25-6-1995 | Tervis Pärnu    | 1–3 | Budućnost                                  | Kadriorg Stadium, Tallinn                                |                                                          |
|           | Staleliunas 84' |     | Dmitrović 27' · Vukčević 50' · Jovović 89' | Asistencia: 300 espectadores Árbitro(s): Juha Hirviniemi | Asistencia: 300 espectadores Árbitro(s): Juha Hirviniemi |

| 25-6-1995 | OFI                                | 2–1 | Nea Salamis Famagusta | Theodoros Vardinogiannis Stadium, Heraklion         |                                                     |
|           | Konstantinidis 7' · Vlachoudis 65' |     | Adamou 83'            | Asistencia: 300 espectadores Árbitro(s): Amit Klein | Asistencia: 300 espectadores Árbitro(s): Amit Klein |

| 1-7-1995 | Nea Salamis Famagusta   | 2–0 | Tervis Pärnu | Ammochostos Stadium, Larnaca                             |                                                          |
|          | Ioannou 26' · Okkas 56' |     |              | Asistencia: 338 espectadores Árbitro(s): Ion Crăciunescu | Asistencia: 338 espectadores Árbitro(s): Ion Crăciunescu |

| 2-7-1995 | Bayer Leverkusen | 1–0 | OFI | BayArena, Leverkusen                                   |                                                        |
|          | Kurth 53'        |     |     | Asistencia: 5,300 espectadores Árbitro(s): Jiří Ulrich | Asistencia: 5,300 espectadores Árbitro(s): Jiří Ulrich |

| 8-7-1995 | Tervis Pärnu    | 1–6 | Bayer Leverkusen                                         | Kadriorg Stadium, Tallinn                              |                                                        |
|          | Staleliunas 89' |     | Barnes 24', 50', 59' · Kurth 41' · Becker 51' · Addo 82' | Asistencia: 1,000 espectadores Árbitro(s): Lars Gerner | Asistencia: 1,000 espectadores Árbitro(s): Lars Gerner |

| 9-7-1995 | Budućnost | 1–1 | Nea Salamis Famagusta | Estadio Partizan, Belgrade1                             |                                                         |
|          | Maraš 10' |     | Okkas 4'              | Asistencia: 500 espectadores Árbitro(s): Roger Philippi | Asistencia: 500 espectadores Árbitro(s): Roger Philippi |

| 15-7-1995 | Bayer Leverkusen                    | 3–0 | Budućnost | BayArena, Leverkusen                                        |                                                             |
|           | Völler 27' · Thom 67' · Kirsten 89' |     |           | Asistencia: 6,100 espectadores Árbitro(s): Gilles Veissière | Asistencia: 6,100 espectadores Árbitro(s): Gilles Veissière |

| 15-7-1995 | OFI                  | 2–0 | Tervis Pärnu | Theodoros Vardinogiannis Stadium, Heraklion            |                                                        |
|           | Frantzeskos 39', 63' |     |              | Asistencia: 539 espectadores Árbitro(s): Charles Agius | Asistencia: 539 espectadores Árbitro(s): Charles Agius |

| 22-7-1995 | Nea Salamis Famagusta | 0–2 | Bayer Leverkusen              | Ammochostos Stadium, Larnaca                               |                                                            |
|           |                       |     | Paulo Sérgio 6' · Kirsten 14' | Asistencia: 2,800 espectadores Árbitro(s): Claude Détruche | Asistencia: 2,800 espectadores Árbitro(s): Claude Détruche |

| 23-7-1995 | Budućnost                              | 3–4 | OFI                                                                | Estadio Partizan, Belgrade1                            |                                                        |
|           | Maraš 65' · Vukčević 71' · Popović 77' |     | Konstantinidis 33' · Machlas 38' · Frantzeskos 45' · Thomaidis 66' | Asistencia: 300 espectadores Árbitro(s): Alfred Weiser | Asistencia: 300 espectadores Árbitro(s): Alfred Weiser |

1Los partidos se jugaron en Belgrado porque la sede del FK Budućnost en Podgorica no cumplía con los requisitos de la UEFA.

### Grupo 8
| Pos. | Equipo          | Pts. | PJ | G | E | P | GF | GC | Dif. | Clasificación    |
| ---- | --------------- | ---- | -- | - | - | - | -- | -- | ---- | ---------------- |
| 1    | Farul Constanța | 10   | 4  | 3 | 1 | 0 | 6  | 2  | +4   | Octavos de final |
| 2    | Cannes          | 8    | 4  | 2 | 2 | 0 | 5  | 3  | +2   |                  |
| 3    | Dnepr Mogilev   | 5    | 4  | 1 | 2 | 1 | 7  | 8  | −1   |                  |
| 4    | Bečej           | 3    | 4  | 1 | 0 | 3 | 4  | 6  | −2   |                  |
| 5    | Pogoń Szczecin  | 1    | 4  | 0 | 1 | 3 | 6  | 9  | −3   |                  |

 Fuente: rsssf.com
| 24 de junio de 1995 | Pogoń Szczecin | 1–2     | Cannes                       | Stadion Florian Krygier, Szczecin                           |                                                             |
|                     | Kaczmarek 55'  | Reporte | Horlaville 23' · Kozniku 76' | Asistencia: 4,000 espectadores Árbitro(s): Nikolai Levnikov | Asistencia: 4,000 espectadores Árbitro(s): Nikolai Levnikov |

| 24 de junio de 1995 | Bečej       | 1–2     | Farul Constanța           | Gradski stadion, Bečej                                  |                                                         |
|                     | Aleksić 63' | Reporte | Toma 62' · Cornățeanu 90' | Asistencia: 400 espectadores Árbitro(s): István Vad Sr. | Asistencia: 400 espectadores Árbitro(s): István Vad Sr. |

| 1 de julio de 1995 | Dnepr Mogilev       | 2–1     | Bečej               | Dinamo Stadium, Minsk                                        |                                                              |
|                    | Solodukhin 22', 78' | Reporte | Shuneyka 56' (a.g.) | Asistencia: 2,500 espectadores Árbitro(s): Vesselin Bogdanov | Asistencia: 2,500 espectadores Árbitro(s): Vesselin Bogdanov |

| 1 de julio de 1995 | Farul Constanța                | 2–1     | Pogoń Szczecin  | Stadionul Farul, Constanța                                    |                                                               |
|                    | Carabaș 29' · Oprea 73' (pen.) | Reporte | Moskalewicz 61' | Asistencia: 3,000 espectadores Árbitro(s): Stefan Ormandzhiev | Asistencia: 3,000 espectadores Árbitro(s): Stefan Ormandzhiev |

| 8 de julio de 1995 | Pogoń Szczecin                             | 3–3     | Dnepr Mogilev                                        | Pogoń Stadium, Szczecin                                 |                                                         |
|                    | Dymkowski 31' · Rycak 47' · Rafałowicz 85' | Reporte | Solodukhin 53' · Skorobogatko 55' · Klimashevsky 59' | Asistencia: 3,500 espectadores Árbitro(s): Sándor Varga | Asistencia: 3,500 espectadores Árbitro(s): Sándor Varga |

| 9 de julio de 1995 | Cannes | 0–0     | Farul Constanța | Stade Pierre de Coubertin, Cannes                        |                                                          |
|                    |        | Reporte |                 | Asistencia: 6,000 espectadores Árbitro(s): Ceri Richards | Asistencia: 6,000 espectadores Árbitro(s): Ceri Richards |

| 15 de julio de 1995 | Dnepr Mogilev         | 2–2     | Cannes             | Dinamo Stadium, Minsk                                        |                                                              |
|                     | Klimashevsky 17', 45' | Reporte | Horlaville 7', 10' | Asistencia: 2,500 espectadores Árbitro(s): Volodymyr Pyanykh | Asistencia: 2,500 espectadores Árbitro(s): Volodymyr Pyanykh |

| 16 de julio de 1995 | Bečej          | 2–1 | Pogoń Szczecin | Gradski stadion, Bečej                                    |                                                           |
|                     | Ćirić 45', 52' |     | Dymkowski 82'  | Asistencia: 246 espectadores Árbitro(s): Hermann Albrecht | Asistencia: 246 espectadores Árbitro(s): Hermann Albrecht |

| 22 de julio de 1995 | Farul Constanța               | 2–0 | Dnepr Mogilev | Stadionul Farul, Constanța                             |                                                        |
|                     | Ciurea 22' · Barba 90' (pen.) |     |               | Asistencia: 6,500 espectadores Árbitro(s): Metin Tokat | Asistencia: 6,500 espectadores Árbitro(s): Metin Tokat |

| 23 de julio de 1995 | Cannes        | 1–0 | Bečej | Stade Pierre de Coubertin, Cannes                                 |                                                                   |
|                     | Rodríguez 88' |     |       | Asistencia: 1,300 espectadores Árbitro(s): Antonio Almeida Marcal | Asistencia: 1,300 espectadores Árbitro(s): Antonio Almeida Marcal |

### Grupo 9
| Pos. | Equipo              | Pts. | PJ | G | E | P | GF | GC | Dif. | Clasificación    |
| ---- | ------------------- | ---- | -- | - | - | - | -- | -- | ---- | ---------------- |
| 1    | Ceahlăul            | 10   | 4  | 3 | 1 | 0 | 6  | 0  | +6   | Octavos de final |
| 2    | Groningen           | 8    | 4  | 2 | 2 | 0 | 7  | 3  | +4   |                  |
| 3    | Beveren             | 4    | 4  | 1 | 1 | 2 | 6  | 8  | −2   |                  |
| 4    | Boby Brno           | 3    | 4  | 1 | 0 | 3 | 6  | 9  | −3   |                  |
| 5    | Etar Veliko Tarnovo | 3    | 4  | 1 | 0 | 3 | 4  | 9  | −5   |                  |

 Fuente: rsssf.com
| 24 de junio de 1995 | Boby Brno    | 1–2 | Groningen               | Stadion Za Lužánkami, Brno                                 |                                                            |
|                     | Dostálek 82' |     | Bombarda 34' · Sion 54' | Asistencia: 4,741 espectadores Árbitro(s): Hartmut Strampe | Asistencia: 4,741 espectadores Árbitro(s): Hartmut Strampe |

| 25 de junio de 1995 | Ceahlăul                        | 2–0 | Etar Veliko Tarnovo | Stadionul Ceahlăul, Piatra Neamț                                  |                                                                   |
|                     | Ionescu 67' (pen.) · Enache 84' |     |                     | Asistencia: 1,127 espectadores Árbitro(s): Anastasios Papaioannou | Asistencia: 1,127 espectadores Árbitro(s): Anastasios Papaioannou |

| 1 de julio de 1995 | Beveren | 0–2 | Ceahlăul               | Freethiel Stadion, Beveren                                 |                                                            |
|                    |         |     | Enache 4' · Axinia 32' | Asistencia: 1,500 espectadores Árbitro(s): Tomasz Mikulski | Asistencia: 1,500 espectadores Árbitro(s): Tomasz Mikulski |

| 2 de julio de 1995 | Etar Veliko Tarnovo                    | 3–2 | Boby Brno               | Stadion Ivaylo, Veliko Tarnovo                                  |                                                                 |
|                    | Nikolov 17' · Kolev 57' · Georgiev 64' |     | Maléř 26' · Kukleta 76' | Asistencia: 845 espectadores Árbitro(s): Athanasios Zachariadis | Asistencia: 845 espectadores Árbitro(s): Athanasios Zachariadis |

| 8 de julio de 1995 | Boby Brno                      | 3–2 | Beveren                | Stadion Za Lužánkami, Brno                                |                                                           |
|                    | Wagner 19', 26' · Dostálek 70' |     | Goots 23' · Udovič 38' | Asistencia: 3,721 espectadores Árbitro(s): Milan Mitrović | Asistencia: 3,721 espectadores Árbitro(s): Milan Mitrović |

| 9 de julio de 1995 | Groningen                     | 3–0 | Etar Veliko Tarnovo | Stadion Oosterpark, Groningen                             |                                                           |
|                    | Bombarda 11', 90' · Gorré 79' |     |                     | Asistencia: 2,904 espectadores Árbitro(s): Claude Colombo | Asistencia: 2,904 espectadores Árbitro(s): Claude Colombo |

| 15 de julio de 1995 | Beveren                | 2–2 | Groningen                      | Freethiel Stadion, Beveren                                |                                                           |
|                     | Goots 32' · Udovič 59' |     | Gorré 12' · Beerens 67' (pen.) | Asistencia: 1,006 espectadores Árbitro(s): Kurt Zuppinger | Asistencia: 1,006 espectadores Árbitro(s): Kurt Zuppinger |

| 16 de julio de 1995 | Ceahlăul                 | 2–0 | Boby Brno | Stadionul Ceahlăul, Piatra Neamț                       |                                                        |
|                     | Ionescu 58' · Enache 88' |     |           | Asistencia: 1,367 espectadores Árbitro(s): Oğuz Sarvan | Asistencia: 1,367 espectadores Árbitro(s): Oğuz Sarvan |

| 22 de julio de 1995 | Etar Veliko Tarnovo | 1–2 | Beveren        | Stadion Ivaylo, Veliko Tarnovo                          |                                                         |
|                     | Nikolov 12'         |     | Goots 60', 73' | Asistencia: 1,000 espectadores Árbitro(s): Günter Benkö | Asistencia: 1,000 espectadores Árbitro(s): Günter Benkö |

| 23 de julio de 1995 | Groningen | 0–0 | Ceahlăul | Stadion Oosterpark, Groningen                           |  |
|                     |           |     |          | Asistencia: 6,891 espectadores Árbitro(s): Joseph Byrne |  |

### Grupo 10
| Pos. | Equipo           | Pts. | PJ | G | E | P | GF | GC | Dif. | Clasificación    |
| ---- | ---------------- | ---- | -- | - | - | - | -- | -- | ---- | ---------------- |
| 1    | Bursaspor        | 10   | 4  | 3 | 1 | 0 | 9  | 1  | +8   | Octavos de final |
| 2    | Košice           | 8    | 4  | 2 | 2 | 0 | 10 | 7  | +3   |                  |
| 3    | Charleroi        | 6    | 4  | 2 | 0 | 2 | 6  | 5  | +1   |                  |
| 4    | Wimbledon        | 2    | 4  | 0 | 2 | 2 | 1  | 8  | −7   |                  |
| 5    | Beitar Jerusalem | 1    | 4  | 0 | 1 | 3 | 3  | 8  | −5   |                  |

 Fuente: rsssf.com
| 24 de junio de 1995 | Wimbledon | 0–4     | Bursaspor                               | Goldstone Ground, Hove1                                    |                                                            |
|                     |           | Reporte | Ercüment 6', 55' · Kılıç 27' · Ünal 78' | Asistencia: 1,879 espectadores Árbitro(s): Roy Helge Olsen | Asistencia: 1,879 espectadores Árbitro(s): Roy Helge Olsen |

| 24 de junio de 1995 | Beitar Jerusalem | 0–1 | Charleroi | Teddy Stadium, Jerusalén                                     |                                                              |
|                     |                  |     | Balog 56' | Asistencia: 800 espectadores Árbitro(s): Stelios Charlabanis | Asistencia: 800 espectadores Árbitro(s): Stelios Charlabanis |

| 1 de julio de 1995 | Bursaspor                 | 2–0     | Beitar Jerusalem | Bursa Atatürk Stadium, Bursa                                    |                                                                 |
|                    | Ercüment 47' · Musisi 90' | Reporte |                  | Asistencia: 13,534 espectadores Árbitro(s): Sergo Kvaratskhelia | Asistencia: 13,534 espectadores Árbitro(s): Sergo Kvaratskhelia |

| 2 de julio de 1995 | Košice    | 1–1     | Wimbledon | Všešportový areál, Košice                                   |                                                             |
|                    | Weiss 47' | Reporte | Piper 59' | Asistencia: 4,023 espectadores Árbitro(s): Lennart Elofsson | Asistencia: 4,023 espectadores Árbitro(s): Lennart Elofsson |

| 8 de julio de 1995 | Beitar Jerusalem          | 3–5 | Košice                                      | Teddy Stadium, Jerusalén                                |                                                         |
|                    | Sallói 7', 28' · Czéh 52' |     | Dina 16', 39', 49' (pen.) · Gostič 75', 82' | Asistencia: 610 espectadores Árbitro(s): Valeriy Onufer | Asistencia: 610 espectadores Árbitro(s): Valeriy Onufer |

| 9 de julio de 1995 | Charleroi | 0–2     | Bursaspor              | Stade du Mambourg, Charleroi                           |                                                        |
|                    |           | Reporte | Şaban 84' · Musisi 87' | Asistencia: 7,214 espectadores Árbitro(s): Marcus Merk | Asistencia: 7,214 espectadores Árbitro(s): Marcus Merk |

| 15 de julio de 1995 | Wimbledon | 0–0     | Beitar Jerusalem | Goldstone Ground, Hove1                             |                                                     |
|                     |           | Reporte |                  | Asistencia: 702 espectadores Árbitro(s): Alain Sars | Asistencia: 702 espectadores Árbitro(s): Alain Sars |

| 16 de julio de 1995 | Košice                              | 3–2 | Charleroi              | Všešportový areál, Košice                                 |                                                           |
|                     | Kozák 9' · Pančík 13' · Semeník 51' |     | Gérard 56' · Fiers 87' | Asistencia: 2,483 espectadores Árbitro(s): Karl Finzinger | Asistencia: 2,483 espectadores Árbitro(s): Karl Finzinger |

| 22 de julio de 1995 | Bursaspor    | 1–1     | Košice      | Bursa Atatürk Stadium, Bursa                          |                                                       |
|                     | Ercüment 47' | Reporte | Semeník 51' | Asistencia: 11,784 espectadores Árbitro(s): Aron Huzu | Asistencia: 11,784 espectadores Árbitro(s): Aron Huzu |

| 22 de julio de 1995 | Charleroi                                | 3–0     | Wimbledon | Stade du Mambourg, Charleroi                                       |                                                                    |
|                     | Brogno 48' · Missé-Missé 52' · Balog 61' | Reporte |           | Asistencia: 2,014 espectadores Árbitro(s): José Joâo Mendes Pratas | Asistencia: 2,014 espectadores Árbitro(s): José Joâo Mendes Pratas |

1Los partidos los jugó en el estadio del Brighton & Hove Albion debido a que el Selhurst Park no estaba disponible.

### Grupo 11
| Pos. | Equipo             | Pts. | PJ | G | E | P | GF | GC | Dif. | Clasificación    |
| ---- | ------------------ | ---- | -- | - | - | - | -- | -- | ---- | ---------------- |
| 1    | Strasbourg         | 10   | 4  | 3 | 1 | 0 | 12 | 1  | +11  | Octavos de final |
| 2    | Tirol Innsbruck    | 9    | 4  | 3 | 0 | 1 | 9  | 6  | +3   | Octavos de final |
| 3    | Gençlerbirliği     | 6    | 4  | 2 | 0 | 2 | 10 | 7  | +3   |                  |
| 4    | Hapoel Petah Tikva | 2    | 4  | 0 | 2 | 2 | 1  | 7  | −6   |                  |
| 5    | Floriana           | 1    | 4  | 0 | 1 | 3 | 1  | 12 | −11  |                  |

 Fuente: rsssf.com
| 25 de junio de 1995 | Floriana | 0–4     | Tirol Innsbruck                                    | Gozo Stadium, Gozo                                       |                                                          |
|                     |          | Reporte | Streiter 9' (pen.) · Cerny 27' · Kirchler 31', 90' | Asistencia: 1,375 espectadores Árbitro(s): Werner Müller | Asistencia: 1,375 espectadores Árbitro(s): Werner Müller |

| 25 de junio de 1995 | Gençlerbirliği                                       | 4–0     | Hapoel Petah Tikva | 19 Mayıs Stadium, Ankara                                    |                                                             |
|                     | Diyadin 41' · Özdemir 46' · Ertan 52' · Dalçiçek 75' | Reporte |                    | Asistencia: 8,252 espectadores Árbitro(s): Adrian Porumboiu | Asistencia: 8,252 espectadores Árbitro(s): Adrian Porumboiu |

| 1 de julio de 1995 | Hapoel Petah Tikva | 1–1     | Floriana            | Municipal Stadium, Petah Tikva                           |                                                          |
|                    | Maya 45' (pen.)    | Reporte | Buhagiar 25' (pen.) | Asistencia: 378 espectadores Árbitro(s): Michael Ioannou | Asistencia: 378 espectadores Árbitro(s): Michael Ioannou |

| 1 de julio de 1995 | Strasbourg                                    | 4–1     | Gençlerbirliği | Stade de la Meinau, Strasbourg                            |                                                           |
|                    | Baticle 30' · Mostovoi 49', 88' · Zitelli 50' | Reporte | Özdemir 79'    | Asistencia: 10,380 espectadores Árbitro(s): Marnix Sandra | Asistencia: 10,380 espectadores Árbitro(s): Marnix Sandra |

| 8 de julio de 1995 | Tirol Innsbruck                 | 2–0     | Hapoel Petah Tikva | Tivoli, Innsbruck                                      |                                                        |
|                    | Streiter 35' (pen.) · Cerny 57' | Reporte |                    | Asistencia: 1,075 espectadores Árbitro(s): Jürgen Aust | Asistencia: 1,075 espectadores Árbitro(s): Jürgen Aust |

| 9 de julio de 1995 | Floriana | 0–4     | Strasbourg                                           | Gozo Stadium, Gozo                                      |                                                         |
|                    |          | Reporte | Leboeuf 23' · Sauzée 31' · Keller 58' · Mostovoi 59' | Asistencia: 1,000 espectadores Árbitro(s): Bujar Pregja | Asistencia: 1,000 espectadores Árbitro(s): Bujar Pregja |

| 15 de julio de 1995 | Strasbourg                                       | 4–0     | Tirol Innsbruck | Stade de la Meinau, Strasbourg                                 |                                                                |
|                     | Sauzée 7', 65' · Keller 15' · Leboeuf 26' (pen.) | Reporte |                 | Asistencia: 8,530 espectadores Árbitro(s): Zbigniew Przesmycki | Asistencia: 8,530 espectadores Árbitro(s): Zbigniew Przesmycki |

| 16 de julio de 1995 | Gençlerbirliği                       | 3–0     | Floriana | 19 Mayıs Stadium, Ankara                                      |                                                               |
|                     | Özdemir 28' · Diyadin 43' · Işık 55' | Reporte |          | Asistencia: 6,400 espectadores Árbitro(s): Gennady Yakubovsky | Asistencia: 6,400 espectadores Árbitro(s): Gennady Yakubovsky |

| 22 de julio de 1995 | Hapoel Petah Tikva | 0–0     | Strasbourg | Municipal Stadium, Petah Tikva                               |                                                              |
|                     |                    | Reporte |            | Asistencia: 1,500 espectadores Árbitro(s): Theodoros Kefalas | Asistencia: 1,500 espectadores Árbitro(s): Theodoros Kefalas |

| 22 de julio de 1995 | Tirol Innsbruck                                   | 3–2     | Gençlerbirliği   | Tivoli, Innsbruck                                          |                                                            |
|                     | Zafer 29' (a.g.) · Schiener 35' · Kitzbichler 49' | Reporte | Özdemir 45', 70' | Asistencia: 3,850 espectadores Árbitro(s): Herman Van Dijk | Asistencia: 3,850 espectadores Árbitro(s): Herman Van Dijk |

### Grupo 12
| Pos. | Equipo              | Pts. | PJ | G | E | P | GF | GC | Dif. | Clasificación    |
| ---- | ------------------- | ---- | -- | - | - | - | -- | -- | ---- | ---------------- |
| 1    | Vorwärts Steyr      | 10   | 4  | 3 | 1 | 0 | 8  | 2  | +6   | Octavos de final |
| 2    | Eintracht Frankfurt | 9    | 4  | 3 | 0 | 1 | 14 | 3  | +11  | Octavos de final |
| 3    | Spartak Plovdiv     | 4    | 4  | 1 | 1 | 2 | 3  | 6  | −3   |                  |
| 4    | Iraklis             | 4    | 4  | 1 | 1 | 2 | 4  | 9  | −5   |                  |
| 5    | Panerys Vilnius     | 1    | 4  | 0 | 1 | 3 | 2  | 11 | −9   |                  |

 Fuente: rsssf.com
| 24 de junio de 1995 | Spartak Plovdiv | 0–4 | Eintracht Frankfurt                              | Stadion Todor Diev, Plovdiv                                |                                                            |
|                     |                 |     | Binz 11' · Legat 14' · Dickhaut 39' · Furtok 76' | Asistencia: 1,698 espectadores Árbitro(s): Vladimír Hriňák | Asistencia: 1,698 espectadores Árbitro(s): Vladimír Hriňák |

| 24 de junio de 1995 | Vorwärts Steyr                           | 3–0 | Iraklis | Vorwärts Stadium, Steyr                               |                                                       |
|                     | Barac 34' · Azima 48' · Westerthaler 79' |     |         | Asistencia: 450 espectadores Árbitro(s): René Temmink | Asistencia: 450 espectadores Árbitro(s): René Temmink |

| 1 de julio de 1995 | Panerys Vilnius | 1–1 | Vorwärts Steyr | Panerys Stadium, Vilnius                                   |                                                            |
|                    | Ražanauskas 80' |     | Madlener 58'   | Asistencia: 800 espectadores Árbitro(s): Karl-Erik Nilsson | Asistencia: 800 espectadores Árbitro(s): Karl-Erik Nilsson |

| 2 de julio de 1995 | Iraklis | 0–0 | Spartak Plovdiv | Kaftanzoglio Stadium, Thessaloniki                 |  |
|                    |         |     |                 | Asistencia: 124 espectadores Árbitro(s): Géza Kiss |  |

| 8 de julio de 1995 | Spartak Plovdiv               | 3–0 | Panerys Vilnius | Stadion Todor Diev, Plovdiv                                 |                                                             |
|                    | Nikolov 7', 43' · Adamyan 57' |     |                 | Asistencia: 300 espectadores Árbitro(s): Gheorge Constantin | Asistencia: 300 espectadores Árbitro(s): Gheorge Constantin |

| 8 de julio de 1995 | Eintracht Frankfurt                        | 5–1 | Iraklis          | Waldstadion, Frankfurt                                   |                                                          |
|                    | Okocha 26', 64' · Binz 43' · Bindewald 54' |     | Papadopoulos 19' | Asistencia: 6,500 espectadores Árbitro(s): Karel Bohuněk | Asistencia: 6,500 espectadores Árbitro(s): Karel Bohuněk |

| 15 de julio de 1995 | Panerys Vilnius | 0–4 | Eintracht Frankfurt                                     | Panerys Stadium, Vilnius                                |                                                         |
|                     |                 |     | Schupp 23' · Rauffmann 28' · Aničić 89' · Bindewald 90' | Asistencia: 815 espectadores Árbitro(s): Sergey Shmolik | Asistencia: 815 espectadores Árbitro(s): Sergey Shmolik |

| 16 de julio de 1995 | Vorwärts Steyr                  | 2–0 | Spartak Plovdiv | Vorwärts Stadium, Steyr                                 |                                                         |
|                     | Madlener 48' · Westerthaler 60' |     |                 | Asistencia: 1,112 espectadores Árbitro(s): Eric Blareau | Asistencia: 1,112 espectadores Árbitro(s): Eric Blareau |

| 22 de julio de 1995 | Iraklis                             | 3–1 | Panerys Vilnius | Kaftanzoglio Stadium, Thessaloniki                      |                                                         |
|                     | Borbokis 37', 84' · Mitropoulos 90' |     | Morinas 26'     | Asistencia: 250 espectadores Árbitro(s): Haïm Lipkovitz | Asistencia: 250 espectadores Árbitro(s): Haïm Lipkovitz |

| 23 de julio de 1995 | Eintracht Frankfurt | 1–2 | Vorwärts Steyr                   | Waldstadion, Frankfurt                                          |                                                                 |
|                     | Komljenović 85'     |     | Linzmaier 45' · Westerthaler 57' | Asistencia: 6,000 espectadores Árbitro(s): Juan Fernández Marin | Asistencia: 6,000 espectadores Árbitro(s): Juan Fernández Marin |

### Clasificación de los segundos lugares
| Pos. | Grp. | Equipo              | Pts. | PJ | G | E | P | GF | GC | Dif. | Clasificación    |
| ---- | ---- | ------------------- | ---- | -- | - | - | - | -- | -- | ---- | ---------------- |
| 1    | 12   | Eintracht Frankfurt | 9    | 4  | 3 | 0 | 1 | 14 | 3  | +11  | Octavos de final |
| 2    | 11   | Tirol Innsbruck     | 9    | 4  | 3 | 0 | 1 | 9  | 6  | +3   | Octavos de final |
| 3    | 7    | OFI                 | 9    | 4  | 3 | 0 | 1 | 8  | 5  | +3   | Octavos de final |
| 4    | 5    | Odense              | 9    | 4  | 3 | 0 | 1 | 7  | 7  | 0    | Octavos de final |
| 5    | 3    | Germinal Ekeren     | 8    | 4  | 2 | 2 | 0 | 10 | 5  | +5   |                  |
| 6    | 9    | Groningen           | 8    | 4  | 2 | 2 | 0 | 7  | 3  | +4   |                  |
| 6    | 4    | Leiria              | 8    | 4  | 2 | 2 | 0 | 7  | 3  | +4   |                  |
| 8    | 10   | Košice              | 8    | 4  | 2 | 2 | 0 | 10 | 7  | +3   |                  |
| 9    | 2    | Luzern              | 8    | 4  | 2 | 2 | 0 | 8  | 5  | +3   |                  |
| 10   | 8    | Cannes              | 8    | 4  | 2 | 2 | 0 | 5  | 3  | +2   |                  |
| 11   | 1    | Sheffield Wednesday | 7    | 4  | 2 | 1 | 1 | 7  | 5  | +2   |                  |
| 12   | 6    | LASK Linz           | 5    | 4  | 1 | 2 | 1 | 4  | 4  | 0    |                  |

 Fuente: RSSSF
Criterios de clasificación: 1) Puntos; 2) Gol diferencia; 3) Goles anotados.

## Octavos de final
Los encuentros se jugaron a partido único.
| Equipo 1         | Resultado   | Equipo 2            |
| ---------------- | ----------- | ------------------- |
| Strasbourg       | 4–0         | Vorwärts Steyr      |
| Ceahlăul         | 0–2         | Metz                |
| Heerenveen       | 4–0         | Farul Constanța     |
| Köln             | 1–3         | Tirol Innsbruck     |
| Bayer Leverkusen | 5–2         | Odense              |
| Bordeaux         | 3–0         | Eintracht Frankfurt |
| Aarau            | 1–2 (t. s.) | Karlsruhe           |
| Bursaspor        | 2–1         | OFI                 |

| 29 de julio de 1995 | Strasbourg                        | 4–0     | Vorwärts Steyr | Stade de la Meinau, Strasbourg                             |                                                            |
|                     | Sauzée 33', 84' · Keller 72', 90' | Reporte |                | Asistencia: 9,000 espectadores Árbitro(s): Dimitar Momirov | Asistencia: 9,000 espectadores Árbitro(s): Dimitar Momirov |

| 29 de julio de 1995 | Ceahlăul | 0–2     | Metz                          | Stadionul Ceahlăul, Piatra Neamţ                           |                                                            |
|                     |          | Reporte | Blanchard 70' · Meyrignac 90' | Asistencia: 12,000 espectadores Árbitro(s): Andrew Waddell | Asistencia: 12,000 espectadores Árbitro(s): Andrew Waddell |

| 29 de julio de 1995 | Heerenveen                                  | 4–0     | Farul Constanța | Abe Lenstra Stadion, Heerenveen                            |                                                            |
|                     | Regtop 19', 35' · Tomasson 48' · Wouden 71' | Reporte |                 | Asistencia: 5,000 espectadores Árbitro(s): Martin Bodenham | Asistencia: 5,000 espectadores Árbitro(s): Martin Bodenham |

| 29 de julio de 1995 | Köln         | 1–3     | Tirol Innsbruck     | Müngersdorfer Stadion, Cologne                              |                                                             |
|                     | Munteanu 35' | Reporte | Cerny 23', 44', 56' | Asistencia: 6,500 espectadores Árbitro(s): Gilles Veissière | Asistencia: 6,500 espectadores Árbitro(s): Gilles Veissière |

| 29 de julio de 1995 | Bayer Leverkusen                                                       | 5–2     | Odense                           | Ulrich-Haberland-Stadion, Leverkusen                           |                                                                |
|                     | Völler 39' (pen.) · Lehnhoff 45' · Kirsten 67' · Paulo Sérgio 88', 90' | Reporte | P. Pedersen 3' · U. Pedersen 73' | Asistencia: 7,800 espectadores Árbitro(s): Zbigniew Przesmycki | Asistencia: 7,800 espectadores Árbitro(s): Zbigniew Przesmycki |

| 29 de julio de 1995 | Bordeaux                            | 3–0     | Eintracht Frankfurt | Stade Chaban-Delmas, Bordeaux                              |                                                            |
|                     | Lucas 49' · Dutuel 61' · Zidane 83' | Reporte |                     | Asistencia: 11,000 espectadores Árbitro(s): Léon Schelings | Asistencia: 11,000 espectadores Árbitro(s): Léon Schelings |

| 29 de julio de 1995 | Aarau        | 1–2 (t. s.) | Karlsruhe               | Stadion Brügglifeld, Aarau                                             |                                                                        |
|                     | Saibene 90+' | Reporte     | Schuster 87' · Knup 97' | Asistencia: 6,700 espectadores Árbitro(s): António José Almeida Marçal | Asistencia: 6,700 espectadores Árbitro(s): António José Almeida Marçal |

| 29 de julio de 1995 | Bursaspor                 | 2–1     | OFI            | Bursa Atatürk Stadium, Bursa                                   |                                                                |
|                     | Ercüment 10' · Levent 44' | Reporte | Frantzeskos 1' | Asistencia: 17,281 espectadores Árbitro(s): Kim Milton Nielsen | Asistencia: 17,281 espectadores Árbitro(s): Kim Milton Nielsen |

## Cuartos de final
| Equipo 1        | Resultado            | Equipo 2         |
| --------------- | -------------------- | ---------------- |
| Bordeaux        | 2–0                  | Heerenveen       |
| Tirol Innsbruck | 2–2 (t. s.) (5–4 p.) | Bayer Leverkusen |
| Bursaspor       | 3–3 (t. s.) (5–6 p.) | Karlsruhe        |
| Metz            | 0–2                  | Strasbourg       |

| 2 de agosto de 1995 | Bordeaux                  | 2–0     | Heerenveen | Stade Chaban-Delmas, Bordeaux                            |                                                          |
|                     | Dutuel 51' · Lizarazu 70' | Reporte |            | Asistencia: 12,830 espectadores Árbitro(s): Günter Benkö | Asistencia: 12,830 espectadores Árbitro(s): Günter Benkö |

| 2 de agosto de 1995 | Bursaspor                                              | 3–3 (t. s.)(5–6 p.)        | Karlsruhe                                        | Bursa Atatürk Stadium, Bursa                                |                                                             |
|                     | Baljić 56' · Musisi 80' · Ercüment 98'                 | Reporte                    | Häßler 26' · Şaban 66' (a.g.) · Wittwer 113'     | Asistencia: 30,000 espectadores Árbitro(s): Graziano Cesari | Asistencia: 30,000 espectadores Árbitro(s): Graziano Cesari |
|                     |                                                        | Tiros desde el punto penal |                                                  |                                                             |                                                             |
|                     | Levent · Baljić · Ercüment · Musisi · Ganchev · Şengül |                            | Bilić · Knup · Bender · Dundee · Häßler · Tarnat |                                                             |                                                             |

| 2 de agosto de 1995 | Metz | 0–2     | Strasbourg                | Stade Saint-Symphorien, Metz                                        |                                                                     |
|                     |      | Reporte | Sauzée 78' · Mostovoi 90' | Asistencia: 12,830 espectadores Árbitro(s): Juan Manuel Brito Arceo | Asistencia: 12,830 espectadores Árbitro(s): Juan Manuel Brito Arceo |

| 2 de agosto de 1995 | Tirol Innsbruck                             | 2–2 (t. s.)(5–3 p.)        | Bayer Leverkusen                              | Tivoli, Innsbruck                                        |                                                          |
|                     | Streiter 31' (pen.) · Baur 84'              | Reporte                    | Ramon 24' · Völler 49'                        | Asistencia: 10,000 espectadores Árbitro(s): Leif Sundell | Asistencia: 10,000 espectadores Árbitro(s): Leif Sundell |
|                     |                                             | Tiros desde el punto penal |                                               |                                                          |                                                          |
|                     | Cerny · Brzęczek · Grüner · Baur · Streiter |                            | Paulo Sérgio · Lupescu · Neuendorf · Schuster |                                                          |                                                          |

## Semifinales
Los encuentros se disputaron a ida y vuelta. Los vencedores clasificaron para la Copa de la UEFA 1995-96.
| Equipo 1        | Agr. | Equipo 2   | Ida | Vuelta |
| --------------- | ---- | ---------- | --- | ------ |
| Tirol Innsbruck | 2–7  | Strasbourg | 1–1 | 1–6    |
| Karlsruhe       | 2–4  | Bordeaux   | 0–2 | 2–2    |

Ida
| 8 de agosto de 1995 | Tirol Innsbruck | 1–1     | Strasbourg | Tivoli, Innsbruck                                              |                                                                |
|                     | Schiener 62'    | Reporte | Sauzée 26' | Asistencia: 8,300 espectadores Árbitro(s): Michael Donald Reed | Asistencia: 8,300 espectadores Árbitro(s): Michael Donald Reed |

| 8 de agosto de 1995 | Karlsruhe | 0–2     | Bordeaux                 | Wildparkstadion, Karlsruhe                                            |                                                                       |
|                     |           | Reporte | Dugarry 41' · Dutuel 88' | Asistencia: 16,000 espectadores Árbitro(s): Antonio Jesús López Nieto | Asistencia: 16,000 espectadores Árbitro(s): Antonio Jesús López Nieto |

Vuelta
| 22 de agosto de 1995 | Strasbourg                                              | 6–1 (Global 7-2) | Tirol Innsbruck | Stade de la Meinau, Strasbourg                                      |                                                                     |
|                      | Sauzée 16', 55' · Mostovoi 66' · Keller 67', 71', 90+2' | Reporte          | Kirchler 51'    | Asistencia: 13,550 espectadores Árbitro(s): Frans van den Wijngaert | Asistencia: 13,550 espectadores Árbitro(s): Frans van den Wijngaert |

| 22 de agosto de 1995 | Bordeaux                | 2–2 (Global 4-2) | Karlsruhe              | Parc Lescure, Bordeaux                                         |                                                                |
|                      | Lizarazu 2' (pen.), 10' | Reporte          | Fink 40' · Schmitt 87' | Asistencia: 20,000 espectadores Árbitro(s): Pierluigi Pairetto | Asistencia: 20,000 espectadores Árbitro(s): Pierluigi Pairetto |

## Campeones
| Bandera de Francia    | Bandera de Francia |
| Girondins de Bordeaux | Racing Estrasburgo |
| 1.º título            | 1.º título         |